# Chiesa di Santa Maria Nuova (Asti)
La chiesa di Santa Maria Nuova di Asti è una chiesa cattolica molto antica; in passato è stata un'abbazia prima degli Agostiniani e poi dei canonici Lateranensi. È situata nella zona est della città sull'antica via maestra (l'attuale Corso Alfieri). Nel 2017 fu data in comodato d'uso alla comunità ortodossa del Patriarcato di Romania per 10 anni.

## Storia

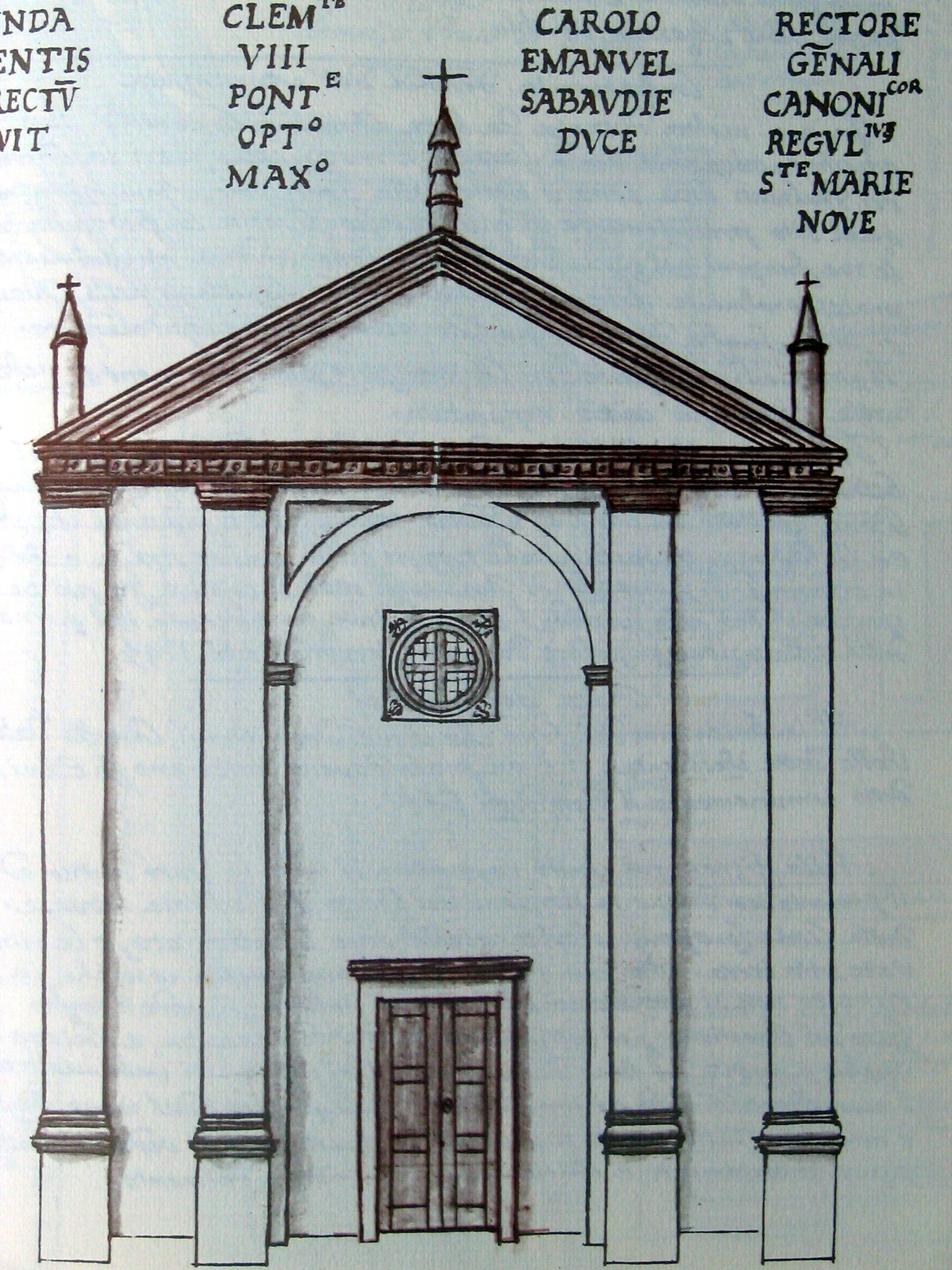
La facciata della Chiesa da un disegno dell'Ottocento di Stefano Giuseppe Incisa

Un documento del cartario astese del 1009 cita la chiesa come: " ...prope Ecclesia sanctae Mariae,quae dictur Novae ", denominandola "nuova" proprio per distinguerla dalla più antica Cattedrale anch'essa dedicata alla Madonna.
Nel 1132 la chiesa, con il titolo di priorato, venne affidata dal vescovo Landolfo ai Canonici Mortariesi o della Santa Croce di Mortara.
Il 9 giugno 1472, essendo da alcuni anni la congregazione dei canonici mortariesi in decadenza, il papa Sisto IV concesse il priorato di Santa Maria Nuova ai Canonici regolari della Congregazione del Santissimo Salvatore lateranense. 
I Canonici regolari lateranensi ampliarono la chiesa e l'adiacente monastero. A partire dalla seconda metà del XVI secolo, il complesso fu ristrutturato secondo gli stilemi del tardo manierismo. Nella chiesa le navate laterali furono trasformate in cappelle arricchite con bellissimi stucchi, confrontabili per qualità con le migliori imprese decorative condotte all'epoca entro i confini del ducato sabaudo. Tali stucchi, benché in parte compromessi dai restauri ottocenteschi, costituiscono un unicum nel panorama artistico della città e della sua provincia. 
Dal 1591 iniziarono i lavori di ampliamento dell'annesso monastero, completamente rinnovato in forme monumentali, stilisticamente collegabili alle più aggiornate ed auliche esperienze architettoniche romane filtrate e dedotte tramite il cantiere del complesso domenicano di Santa Croce a Bosco Marengo voluto da papa Pio V. In particolare il grande chiostro a colonne binate è in stretta relazione, forse non solo stilistica, con i chiostri di Santa Croce, costruiti nel medesimo lasso di tempo.
Nel 1798 in seguito alla guerra franco-sabauda, molte proprietà del clero vennero vendute all'asta per poter finanziare l'esercito di Carlo Emanuele IV. Anche le proprietà dei Canonici vennero vendute all'asta e la chiesa perse la propria dignità abbaziale.
Con l'arrivo dei francesi in Italia, molti ordini religiosi vennero soppressi, tra i quali l'ordine Lateranense, così il monastero fu posto all'asta e la chiesa affidata ad un arciprete del clero secolare. Il governo napoleonico requisì, fra i molti altri tesori d'arte, anche la tela monumentale con la "Cena in casa del fariseo", dipinta nel 1737 dal grande pittore francese Pierre Subleyras per il refettorio del convento, e oggi esposta al Louvre.
Nel 1804, dato che il monastero era andato invenduto ed era ormai da alcuni anni abbandonato,  il comune di Asti lo trasformò nella sede dell'Ospedale degli infermi.

## Le opere d'arte

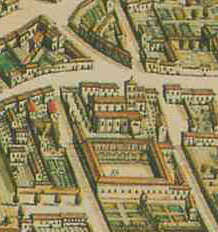
La chiesa nel Theatrum Statuum Sabaudiae del 1671

All'interno della chiesa si conservano vari elementi di un certo interesse artistico. 
- Il coro ligneo risale al 1572, con leggìo centrale di epoca anteriore al coro stesso, unico esempio in Piemonte di influenza francese. Il piede del leggìo è una pregevole scultura lignea del XVI secolo
- La cattedra abbaziale è della seconda metà del Cinquecento
- Le statue lignee del 1600, ad altezza naturale, raffigurano le Sante Margherita ed Eulalia.
- L'altare settecentesco in marmi policromi racchiude un prezioso tabernacolo, con una piccola porta sbalzata in rame, dorata e decorata in corniola.
- Nell'abside si conserva la tela di Gandolfino da Roreto, o d'Asti, dipinta nel 1496, che raffigura nella parte centrale Maria in trono tra S. Margherita, S. Eulalia, S. Agostino e S. Secondo. Nella lunetta sovrastante è rappresentato il Cristo risorgente. La cornice è risalente al XV secolo.
- L'Adorazione dei Pastori, sempre di Gandolfino.
- Due opere pittoriche risalenti agli inizi del XVII secolo e raffiguranti la fondazione della Basilica degli Apostoli e la Purificazione di Maria Santissima, cui l'edificio è dedicato.
- Un dipinto risalente al XVI secolo e rappresentante la Divisione degli Apostoli.
- In una delle cappelle laterali è presente una pregevole icona del pittore astigiano Carlo Carosso raffigurante la Madonna del Grifone, dono del Comitato del Borgo Santa Maria Nuova per la corsa del Palio di Asti. L'icona viene esposta sul presbiterio a settembre, nei giorni precedenti la corsa, per il rito di benedizione del cavallo e del fantino.

## Galleria d'immagini

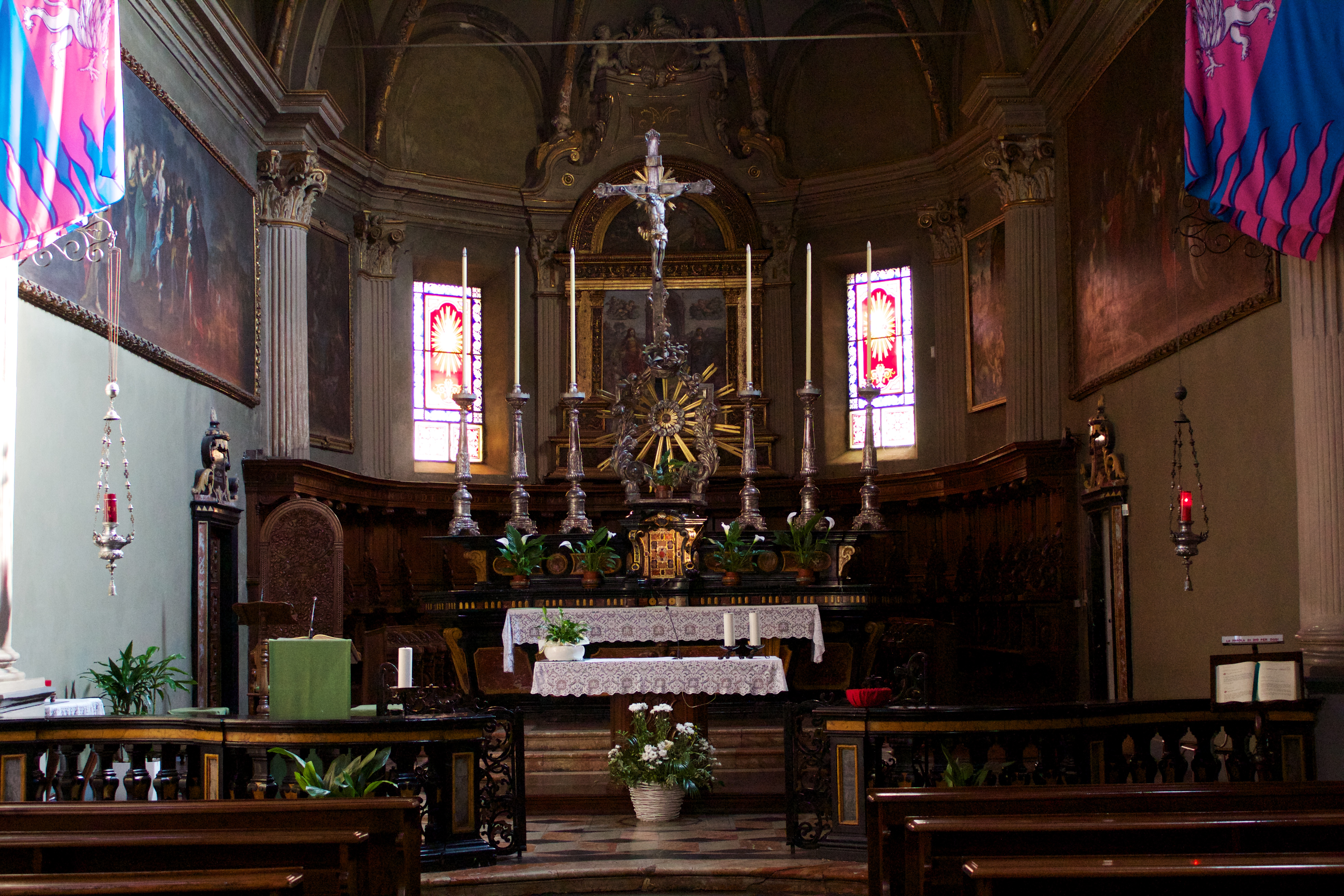
L'altare
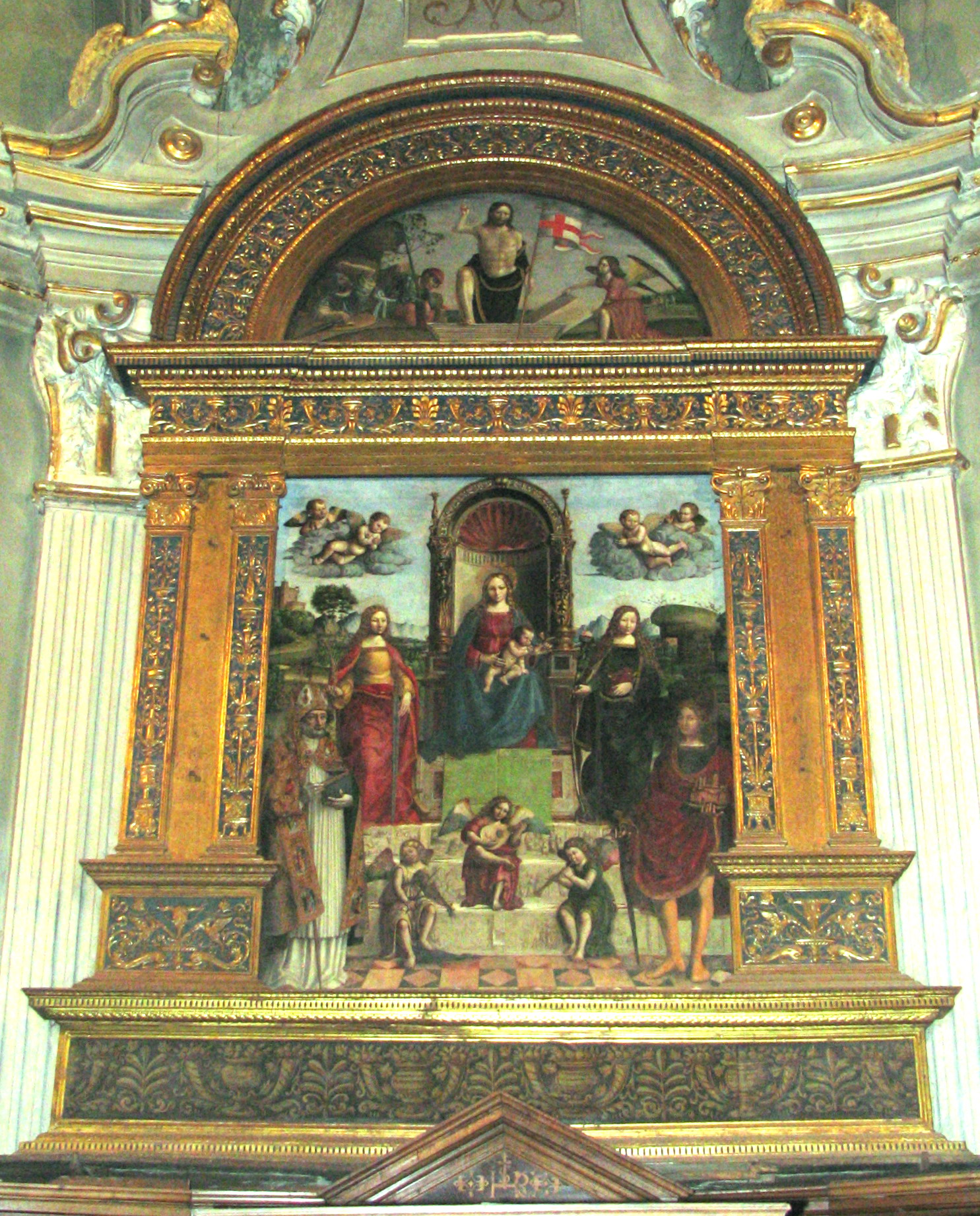
Madonna con Angeli e Santi di Gandolfino da Roreto
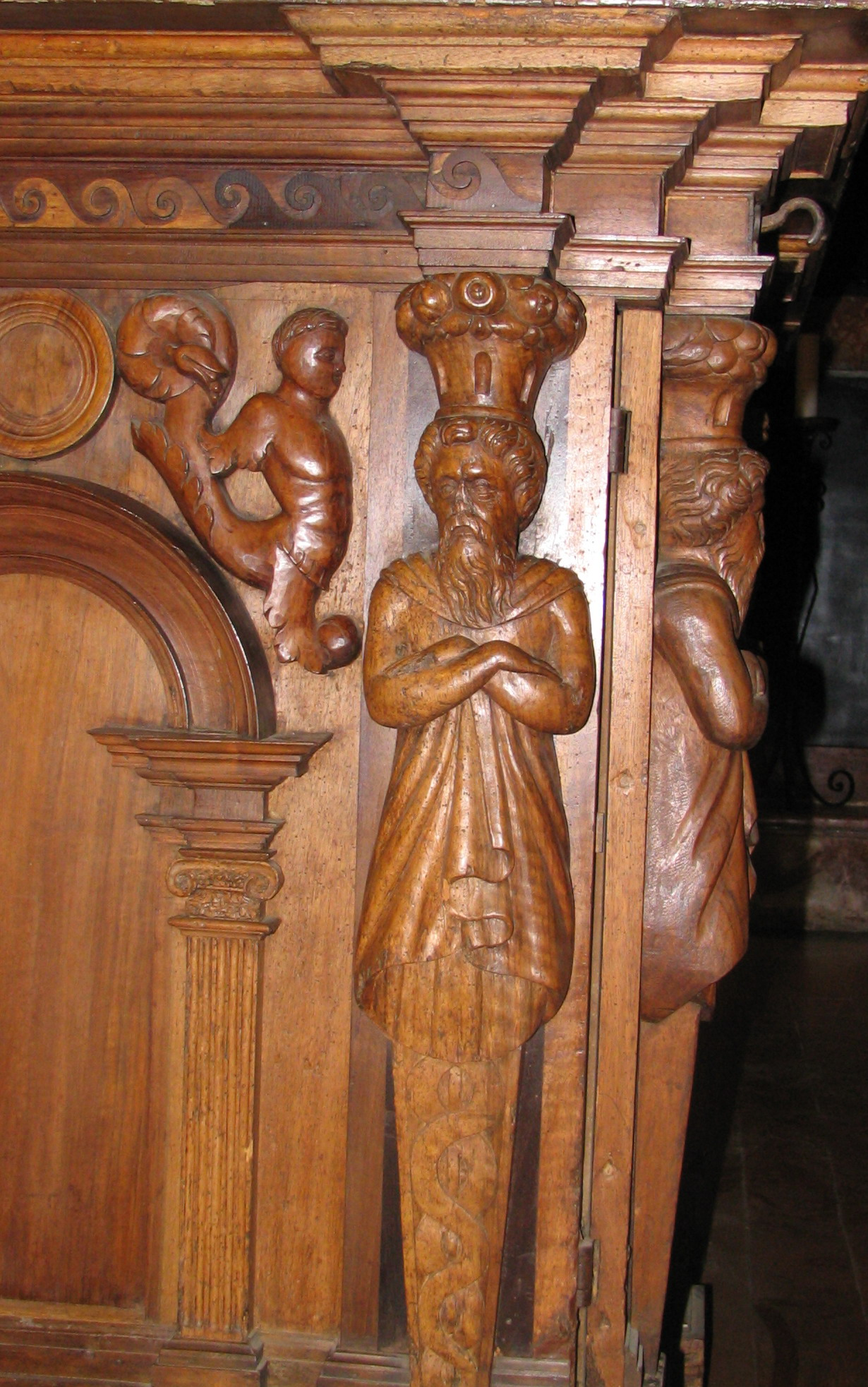
Piede di leggio del coro
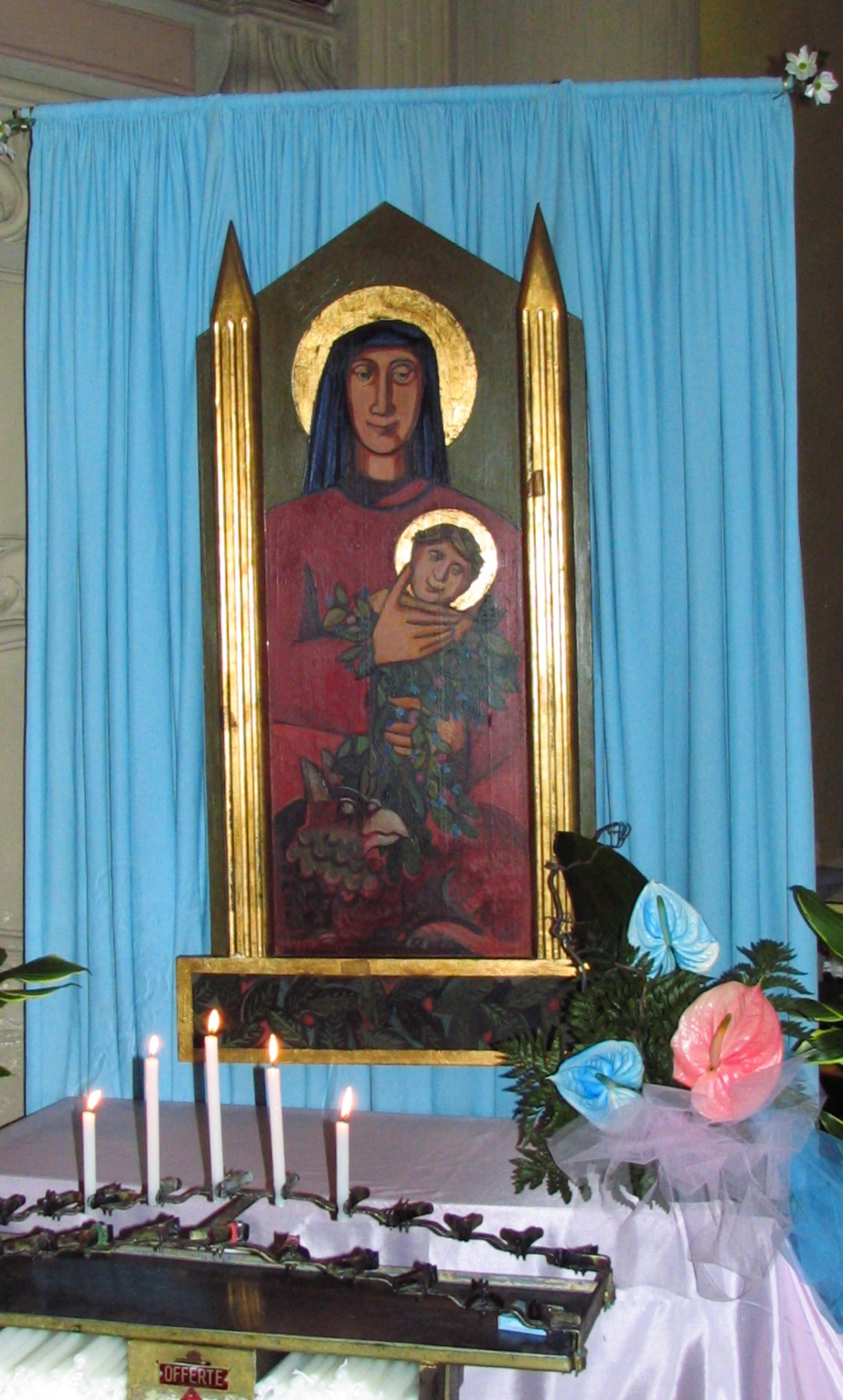
Icona votiva raffigurante la Madonna del Grifone, opera di Carlo Carosso